# Wolfram Enzfelder

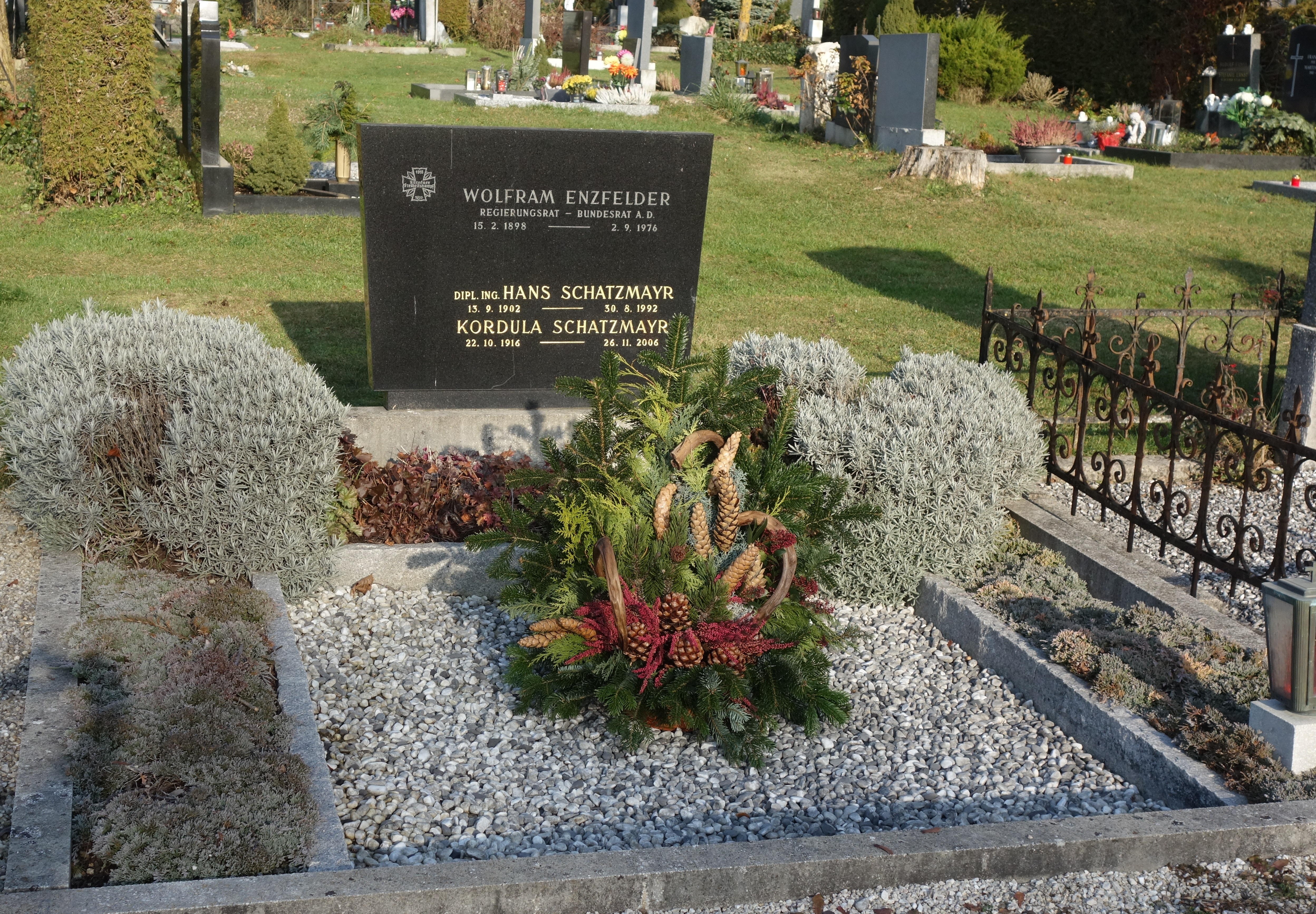
Grabstein von Wolfram Enzfelder am Zentralfriedhof Annabichl in Klagenfurt

Wolfram Enzfelder (* 15. Februar 1898 in Klagenfurt am Wörthersee, Kärnten; † 2. September 1976 ebenda) war ein österreichischer Politiker (SPÖ).

## Leben
Nach fünf Klassen Volksschule und drei Klassen Bürgerschule trat Wolfram Enzfelder 1915 in den Staatsdienst bei der Staatsbahn ein. Hier erwarb er nach drei Jahren Ausbildung an einer Staatsgewerbeschule die Zulassung, als Lokomotivführer zu arbeiten.
1919 wurde Enzfelder Assistent bei der Post- und Telegraphen-Direktion in Klagenfurt. Hier wurde er noch 1937 zum Telegraphen-Inspektor ernannt, ehe er, nach dem Anschluss Österreichs 1938, zu einem einfachen Sekretär degradiert wurde. 1945 wurde er in den Rang eines Oberinspektors befördert.
Enzfelder war bereits seit 1917 Sozialdemokrat und daher auch im Widerstand gegen den Nationalsozialismus tätig. Im Juni 1945 wurde er im Konsultativen Landesausschuss Piesch II unter Landeshauptmann Hans Piesch Landesrat. Im Dezember 1945 entsandte ihn der Landtag Kärnten als Mitglied des Bundesrats nach Wien. Als Bundesrat war Enzfelder bis November 1949 tätig.